# Ужилването
„Ужилването“ (на английски: The Sting) е американски филм от 1973 година, криминална комедия на режисьора Джордж Рой Хил по сценарий на Дейвид Уорд. Главните роли се изпълняват от Робърт Редфорд и Пол Нюман. Историята е вдъхновена от реални събития, свързани с братята Фред и Чарли Гондорф и документирани от Дейвид Маурер в неговата книга „Голямата измама: историята на уверения мъж“.
Филмът се излъчва в отделни части със старомодни карти, заглавия и илюстрации, представени в стил, напомнящ за Saturday Evening Post. Филмът е известен със своята анахронична употреба на рагтайм, особено мелодията „The Entertainer“ на Скот Джоплин, която е адаптирана за филма на Марвин Хамлиш. Успехът на филма възобновява интереса към творчеството на Джоплин.

## Сюжет
Действието се развива през 1936 година. Двама мошеници измислят сложна схема, с която успяват да вземат голяма сума пари от местен гангстер и по този начин да отмъстят за смъртта на свой приятел.

## Награди и номинации
„Ужилването“ е номиниран за 10 и получава 7 награди „Оскар“, включително за най-добър филм, най-добър режисьор и най-добър оригинален сценарий. Избран е за съхранение в Националния филмов регистър на САЩ в библиотеката на Конгреса като „културно, исторически или естетично значим“.

## Български дублаж
| Озвучаващи артисти  | Гергана Стоянова Николай Николов Христо Узунов Тодор Георгиев Александър Воронов |
| Преводач            | Светла Василева                                                                  |
| Тонрежисьор         | Стамен Янев                                                                      |
| Режисьор на дублажа | Мария Ангелова                                                                   |